# Vecmīlgrāvis
Vecmīlgrāvis er en af Rigas 47 bydele (lettisk: apkaime, sing.). Vecmīlgrāvis har 25.409 indbyggere og dets areal udgør 607,30 hektar, hvilket giver en befolkningstæthed på 42 indbyggere per hektar.

## Eksterne kildehenvisninger
- Apkaimes – Rigas bydelsprojekt